# Сенгстакен-Блејкморова сонда са балоном
Сенгстакен-Блејкморова сонда са балоном  медицински је инструмент који се користи за заустављање варикозног крварења или гастроинтестиналног крварења изазваном варикозитетима једњака.  У сонди са четири лумена постоје балони за једњак и желудац; један од лумена комуницира са желудцем, други је прилагођава константном усисавању садржаја једњака, који се акумулира изнад балона једњака.

## Назив
Сонда је име добила по Роберту Вилијаму Сенгстакену старијем (1923–1978), америчком неурохирургу и Артуру Блејкмору (1897–1970), америчком васкуларном хирургу. Они су концептуализовали и измислили овај инструмент почетком 1950-их.

## Историја
Роберт Сенгстакен и Артур Блејкмор су по први пут писали о „својој“ сонди у мају 1950. године у чланку објављеном у часопису Annals of Surgery, иако је сличан приступ проблему крварења из варикозитета у једњаку већ разматран двадесет година раније.
Употреба сонде данас је знатно ређа него у прошлости, с обзиром на могуће нежељене ефекте и с обзиром на то да модерне ендоскопске и гастроскопске технике омогућавају брже и дефинитивније решавање крварења из једњака; тако да се сонда данас углавном користи као привремена мера у хитним случајевима, када хитна ендоскопска интервенција није доступна  а фармаколошки третмани нису успели.

## Индикације
Индикације за постављање Сенгстакен-Блејкморова сонде укључују следећа стања:
- Акутно по живот опасно крварење из варикозитета једњака или желуца које не реагује на медицинску терапију (укључујући ендоскопску хемостазу и терапију вазоконстрикторима).[2][3][4][5][6]
- Акутно по живот опасно крварење из варикозитета једњака или желуца када ендоскопска хемостаза и вазоконстрикторна терапија нису доступни
- Неварикозно дистално крварење једњака (из тешког улцерозног езофагитиса) након што је конвенционална медицинска и ендоскопска терапија била неуспешна.[7][8]
- Као спасоносни третман за хеморагични шок који је последица лапароскопске подесиве ерозије желуца.[9]
- Као хемостатски алата код пацијената са по живот опасним ороназалним крварењем које је последица трауме лица.[10]

## Контраиндикације
Контраиндикације за постављање Сенгстакен-Блејкморове сонде укључују следеће:
- Варикозно крварење се зауставља или успорава
- Недавна операција која је укључивала езофагогастрични спој (ЕГЈ)
- Позната стриктура једњака

## Примена
Генерално, Сенгстакен-Блејкморова сонда са балоном се користе само у хитним случајевима у којима је крварење из варикозитета немогуће контролисати само лековима. 
Уређај се састоји од флексибилне пластичне цеви која садржи неколико унутрашњих канала и два балона на надувавање. Осим балона, цев има отвор на дну (желудачни врх) уређаја. Модернији модели такође имају отвор близу горњег једњака; такви уређаји се правилно називају Минесота цеви.
Након што се цев пласира кроз једњак желудачни балон се надувава унутар желуца. Тракција од 1 кг која се примењује на цев требало би да гастрични балон стисне уз гастроезофагеални спој и на тај начин смањи проток крви до варикозитета једњака. Ако поступак вучом не може да заустави крварење, балон једњака се надувава како би се зауставило крварење. Балон једњака не би требало да остане надуван дуже од шест сати, да би се избегла некроза слузокоже. Сам лумен желуца се користи за аспирацију садржаја желуца.
Цев може бити тешка за позиционирање, посебно код болесних пацијената, и може ненамерно бити уметнута у трахеју, па се стога препоручује ендотрахеална интубација пре процедуре да би се обезбедио дисајни пут. Како је примена Сенгстакен-Блејкморова сонда са балоном привремена мера: код улцерација и руптура једњака и желуца након њене примене могуће су компликације.[
Сродни уређај са већим капацитетом гастричног балона (око 500 мл), је  Linton–Nachlas сонда,  која се користи се за крварење код варикозитета желуца. и она нема балон за једњак.

## Прогноза
У студији која је имала за циљ да одреди ефекат контроле варикозног крварења помоћу уређаја за тампонаду са балоном на исходе пацијената, Надлер и сарадници су проценили преживљавање до отпуштању из болнице, и до годину дан због развоја компликација.  У овој студији приближно 59% пацијената је преживело до отпуштања, а 41% је било живо после годину дана. Забележена је једна компликација, у виду перфорација једњака; која је збринута конзервативно.

## Компликације

### Веће компликације
Веће компликације изазване Сенгстакен-Блејкморовом сондом са балоном су:
- Аспирација која  је вероватно најчешћа већа компликација након постављања Сенгстакен-Блејкморовове сонде са балоном.[3] Највећи ризик од аспирације се јавља током уметања сонде. Ризик од аспирације се може свести на минимум евакуацијомсадџржаја желуца пре постављања сонде и одржавањем ниског прага за  ендотрахеалну интубацију.[13]

- Асфиксија је узрокована проксималном миграцијом сонде и може се спречити ендотрахеалном интубацијом.[14][15] Ако миграција цеви доводи до опструкције дисајних путева, пресецање свих лумена цеви дистално од тачака бифуркације омогућава тренутну екстракцију целе цеви.

- Перфорација или руптура једњака[5][16][17] може настати са надувавањем желудачног балона који је ненамерно постављен у једњак или је последица секундарне некрозе слузокоже једњака која је резултат прекомерног или продуженог надувавања балона једњака.

- Руптура трахеје, која може да прати погрешно постављање сонде у трахеју.[18]

### Мање компликације
Мање компликације изазване Сенгстакен-Блејкморовом сондом са балоном укључују следеће:
- Бол
- Ждрелну и гастроезофагеалне ерозију и чиреве узроковани локалним притиском
- Некроза под притиском носа, усана и језика, или ретке повреде услед притиска преко коже лица где је Сенгстакен-Блејкморова сонда са балоном фиксирана.[19]
- Штуцање